# Puerto Ayora
Puerto Ayora ist mit rund 12.000 Einwohnern (Stand 2010) der größte und damit auch bedeutendste Ort auf den Galapagosinseln.
Der Ort befindet sich auf der zweitgrößten und bevölkerungsreichsten Insel Santa Cruz des Galápagos-Archipels. Seit die UNESCO 1957 einen Naturschutzplan für die Inseln entwarf, hat sich die Einwohnerzahl von Puerto Ayora verfünfhundertfacht, binnen 50 Jahren von 30 auf etwa 12.000 Menschen. Hier befindet sich die Charles-Darwin-Forschungsstation.
Nach dem Zensus von 2022 hatte die parroquia Puerto Ayora 12.737 Einwohner.
Puerto Ayora ist Sitz der Municipalidad de Santa Cruz, die als Dirección Cantonal (regionale Gebietskörperschaft) außerdem noch die weiteren Siedlungen auf der Insel Santa Cruz sowie die nicht militärisch genutzten Anteile der Nachbarinsel Baltra verwaltet. Das moderne Verwaltungsgebäude wurde in der Calle Seymour errichtet.
Die meisten Hotels, Bars und Restaurants sind in der Avenida Charles Darwin am Meer, in der sich auch das Krankenhaus, Rathaus (Alcaldía) und die moderne Kirche Iglesia de San Francisco befinden. Sie wurde 1968 erbaut. Die wichtigsten Geschäftsstraßen mit zahlreichen Einzelhandels- und Fachgeschäften sind die etwas landeinwärts gelegenen Straßen Calle Baltra und Calle Durán. Im nördlichen Teil der Stadt wurden neben verschiedenen Schulen auch eine Markthalle, ein Sportzentrum, ein Stadion, ein Gesundheitszentrum (Centro de Salud) zur ambulanten Behandlung und zwei weitere moderne Kirchen gebaut.

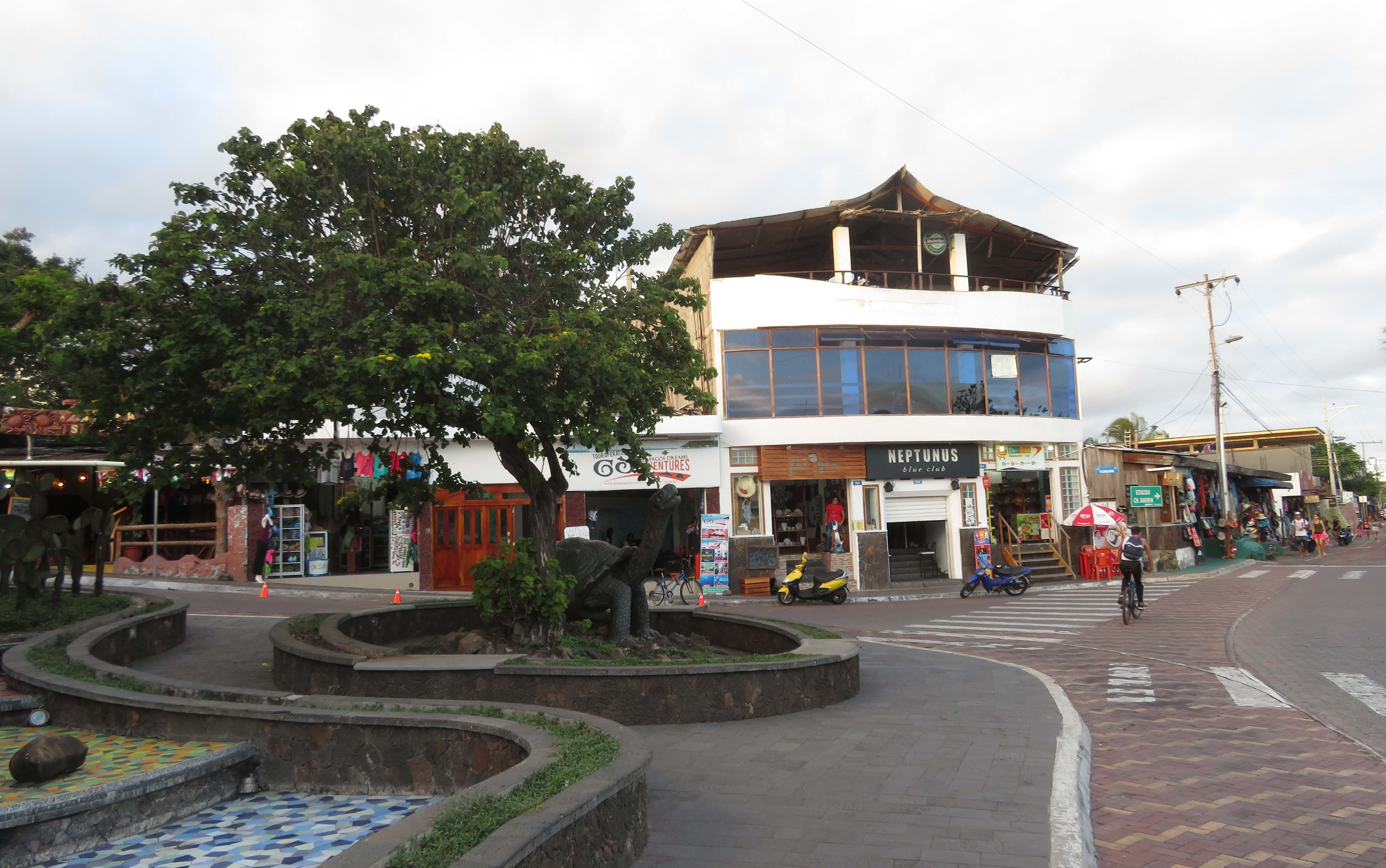
Avenida Charles Darwin
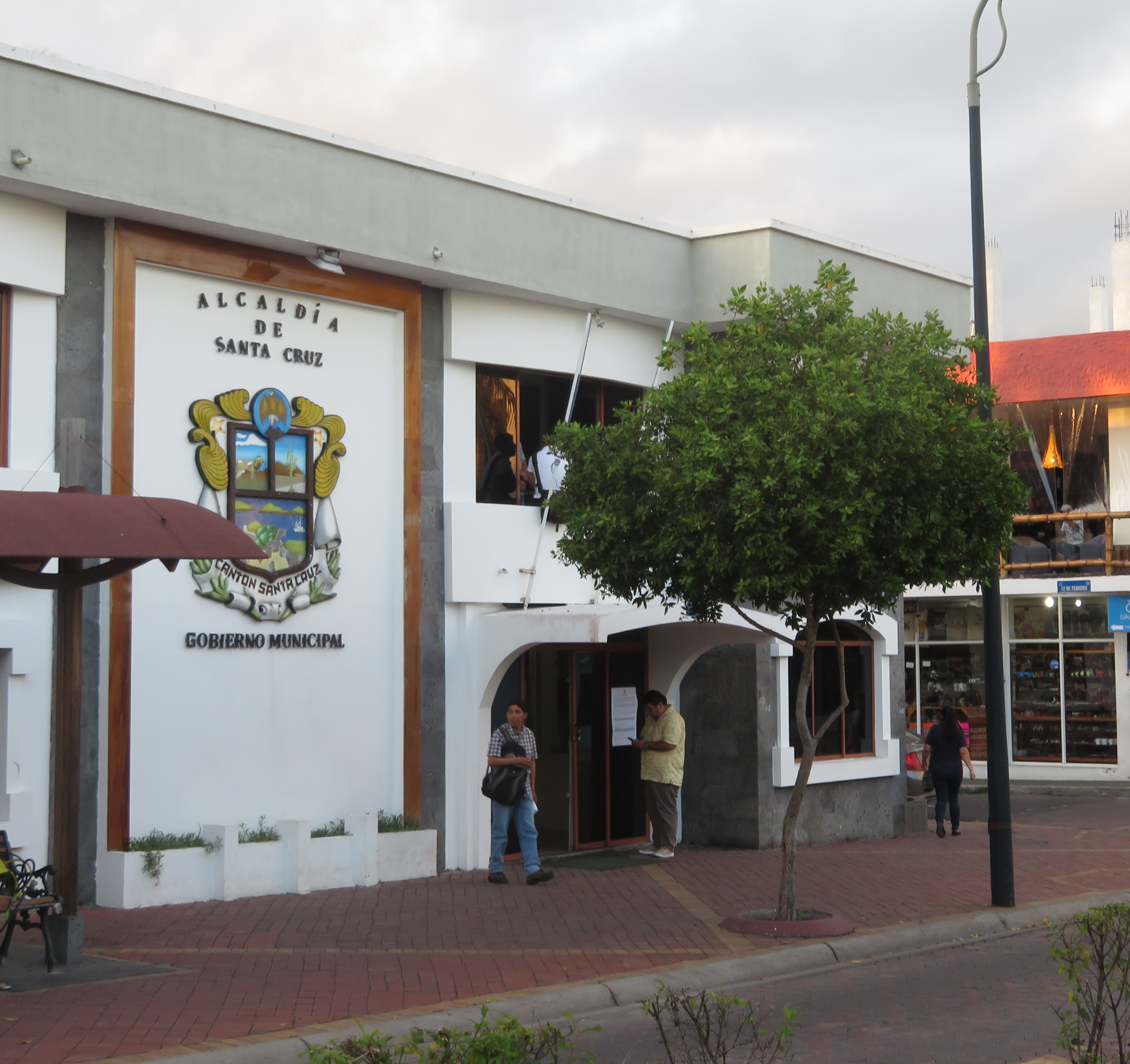
Rathaus
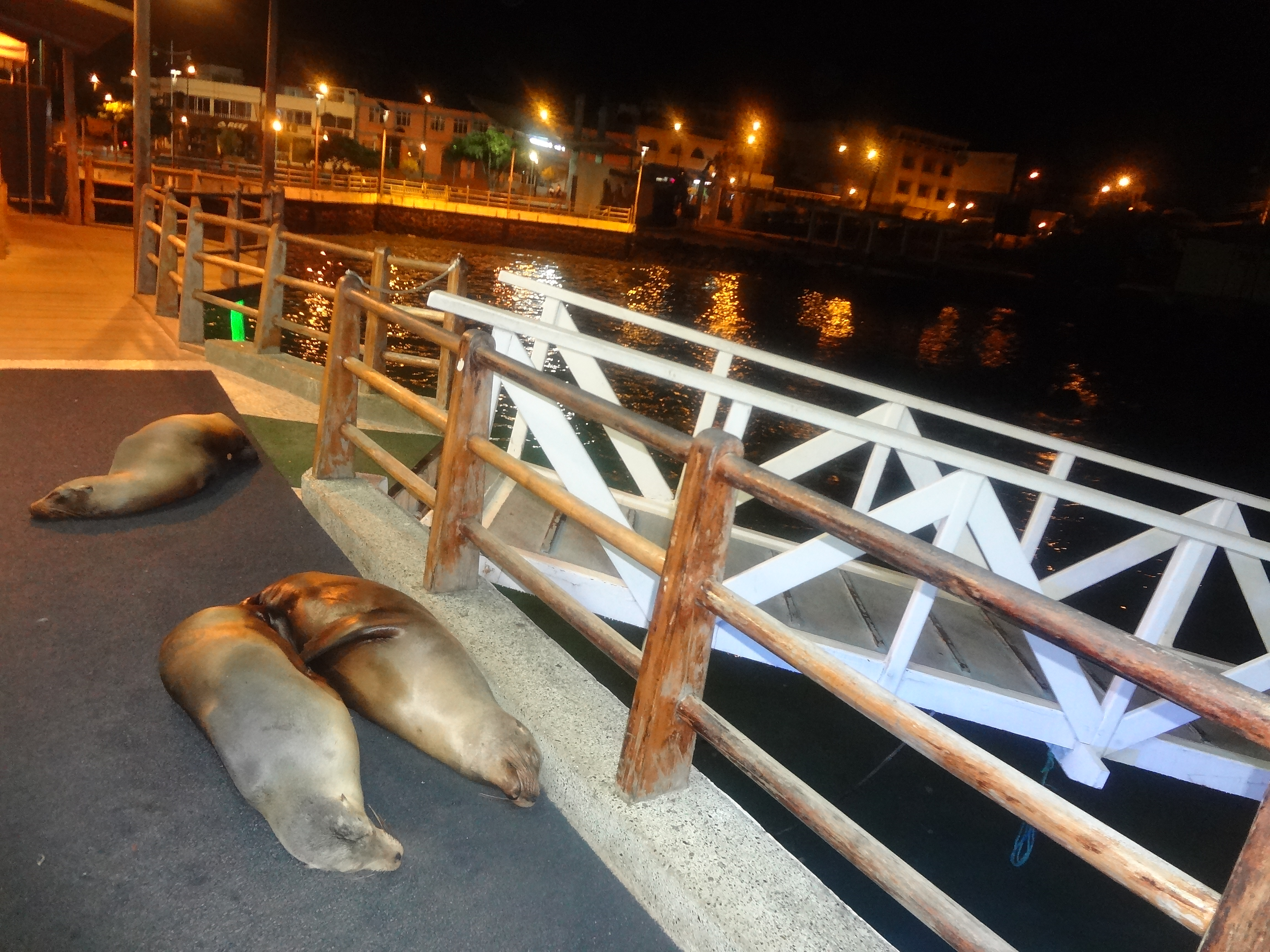
Drei Galápagos-Seelöwen (Zalophus wollebaeki) auf dem Wassertaxi-Dock
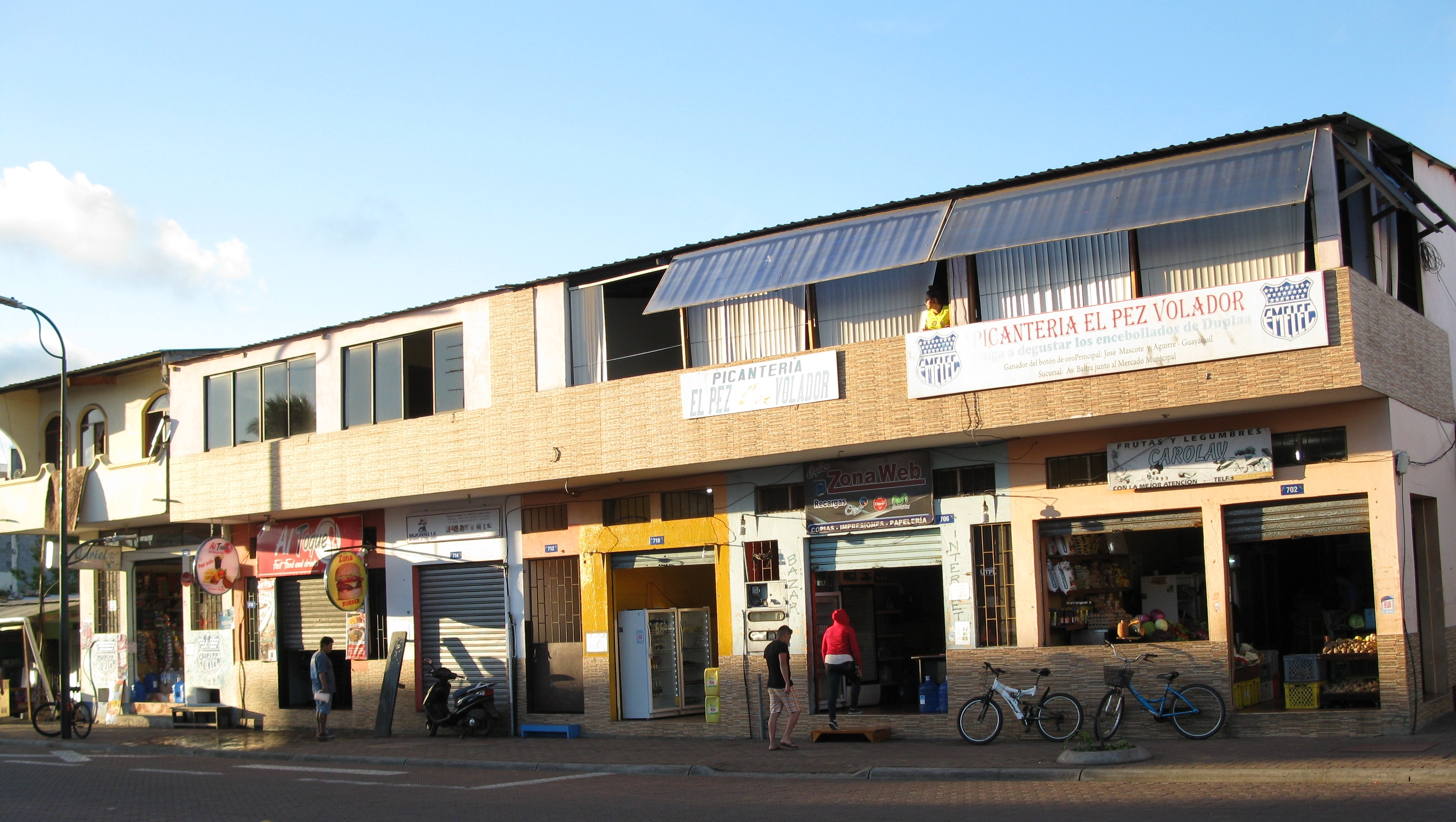
Calle Baltra
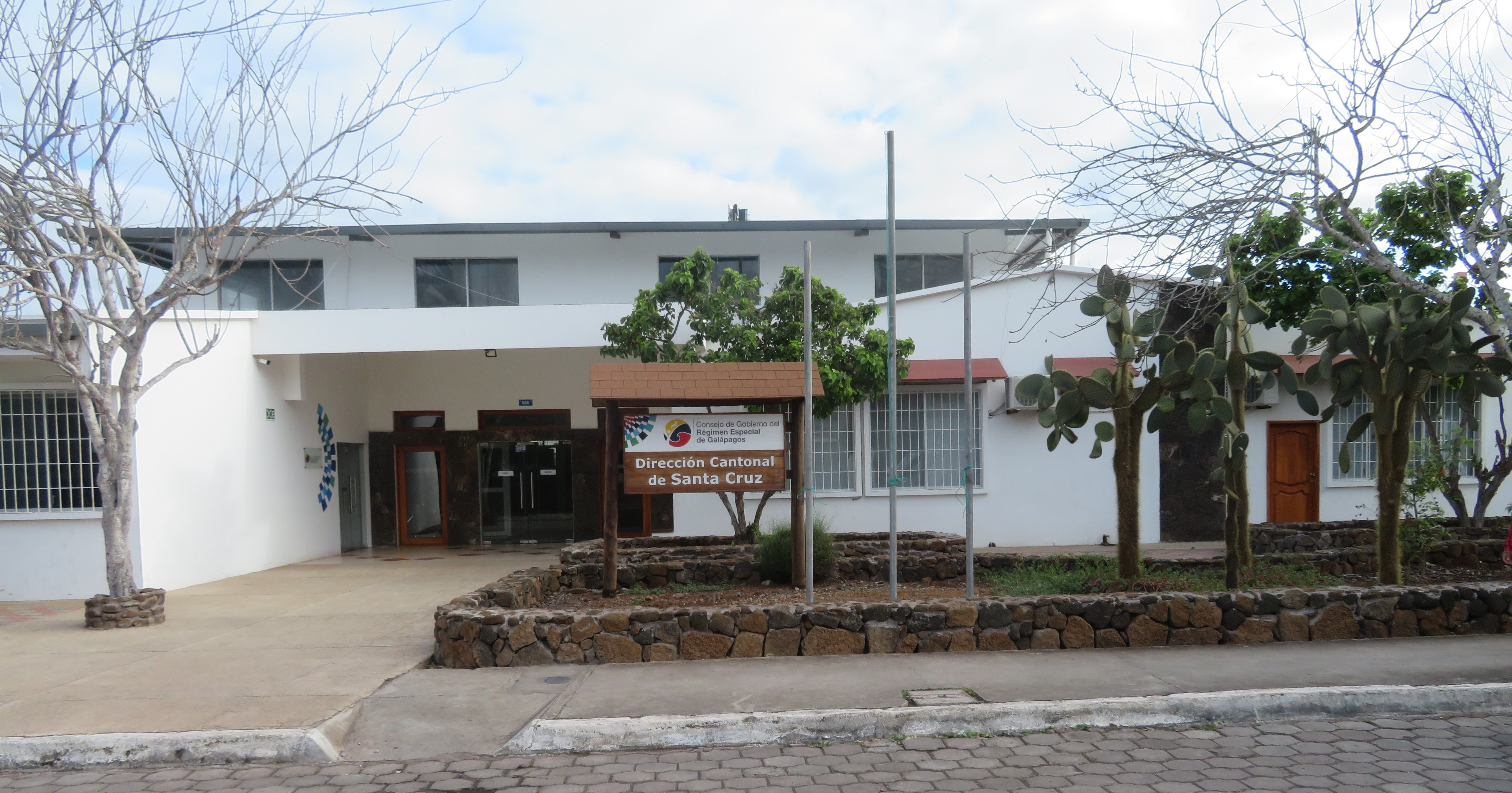
Verwaltungsgebäude der Dirección Cantonal
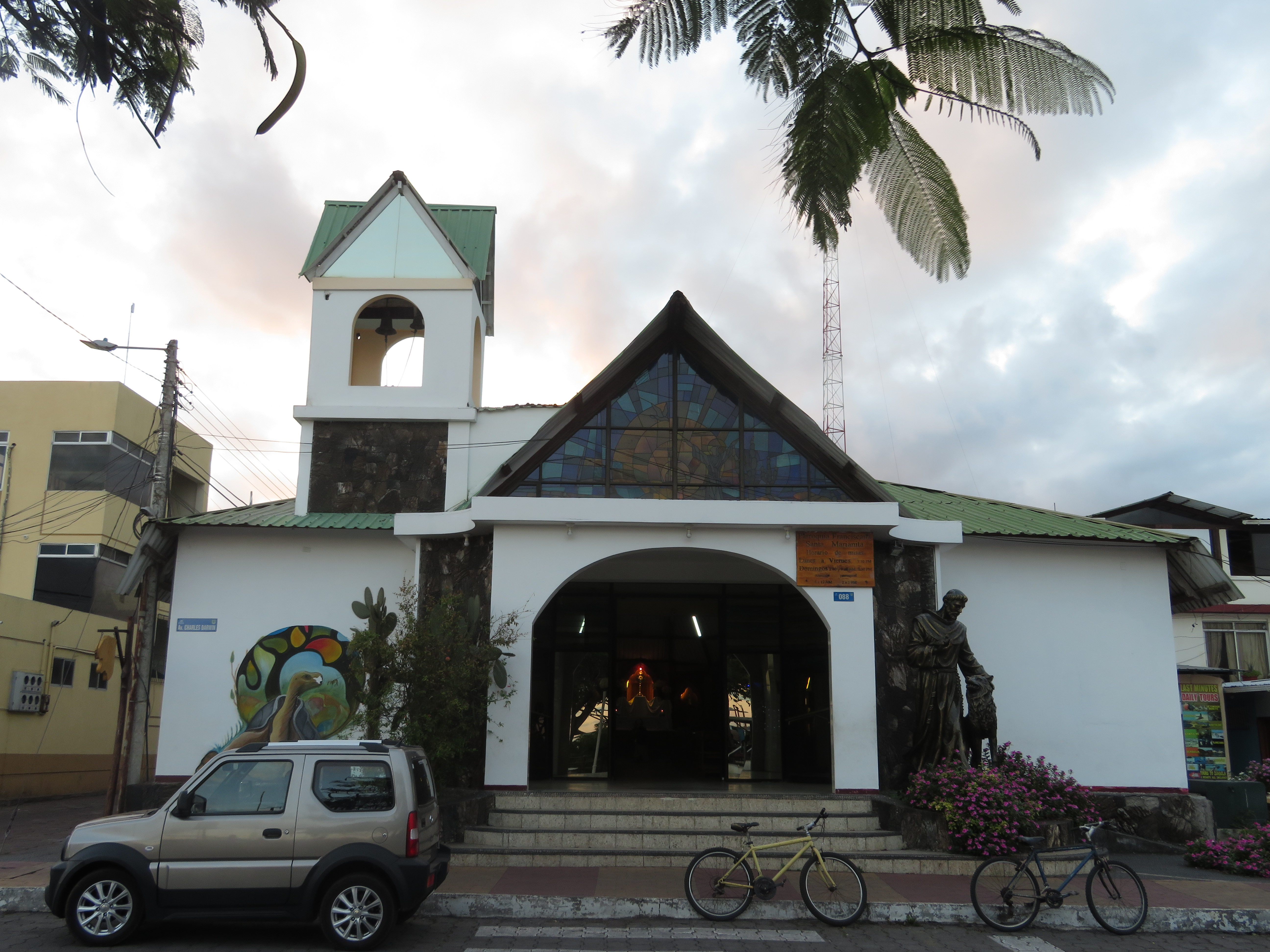
Iglesia de San Francisco
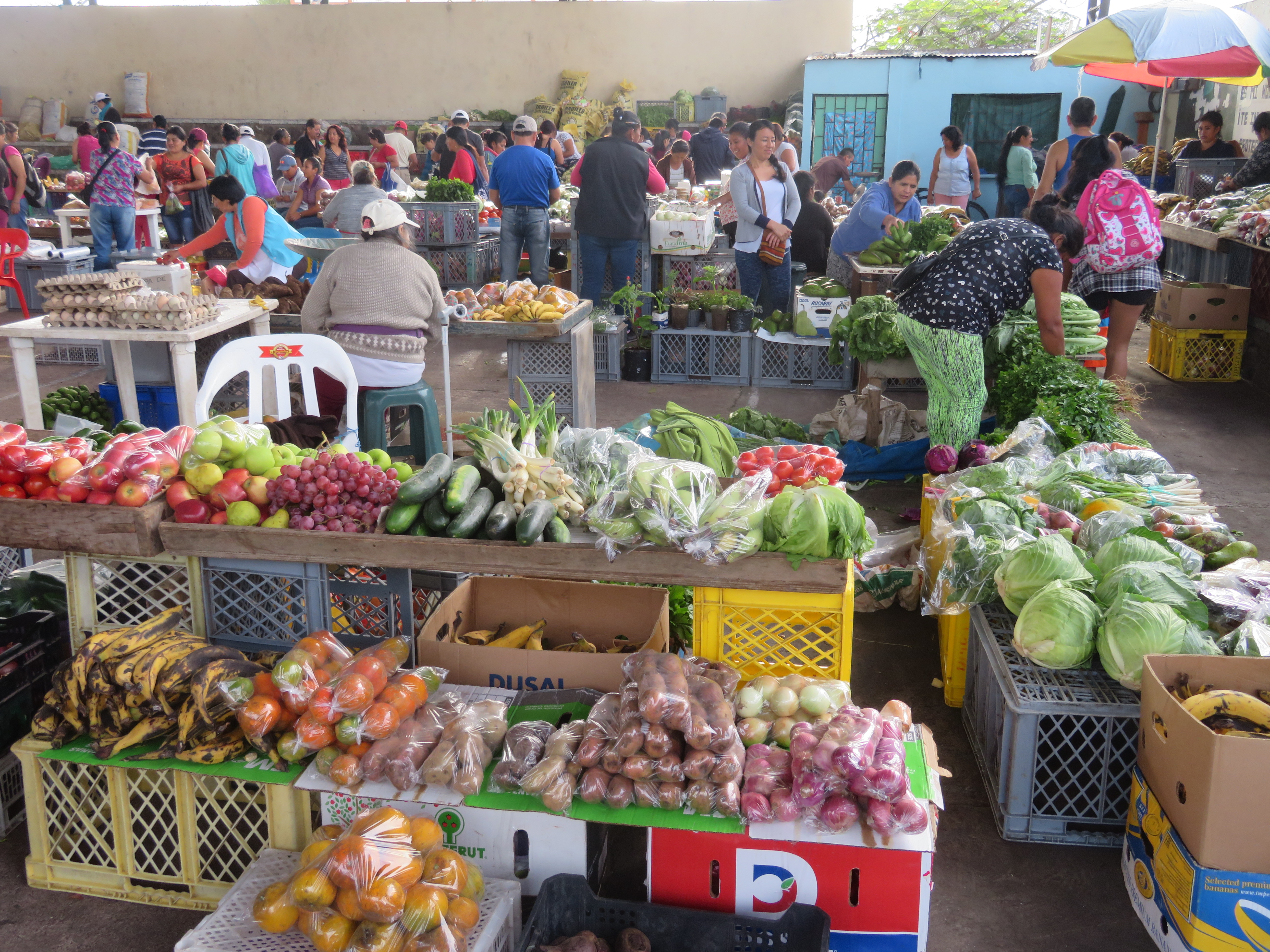
Markthalle
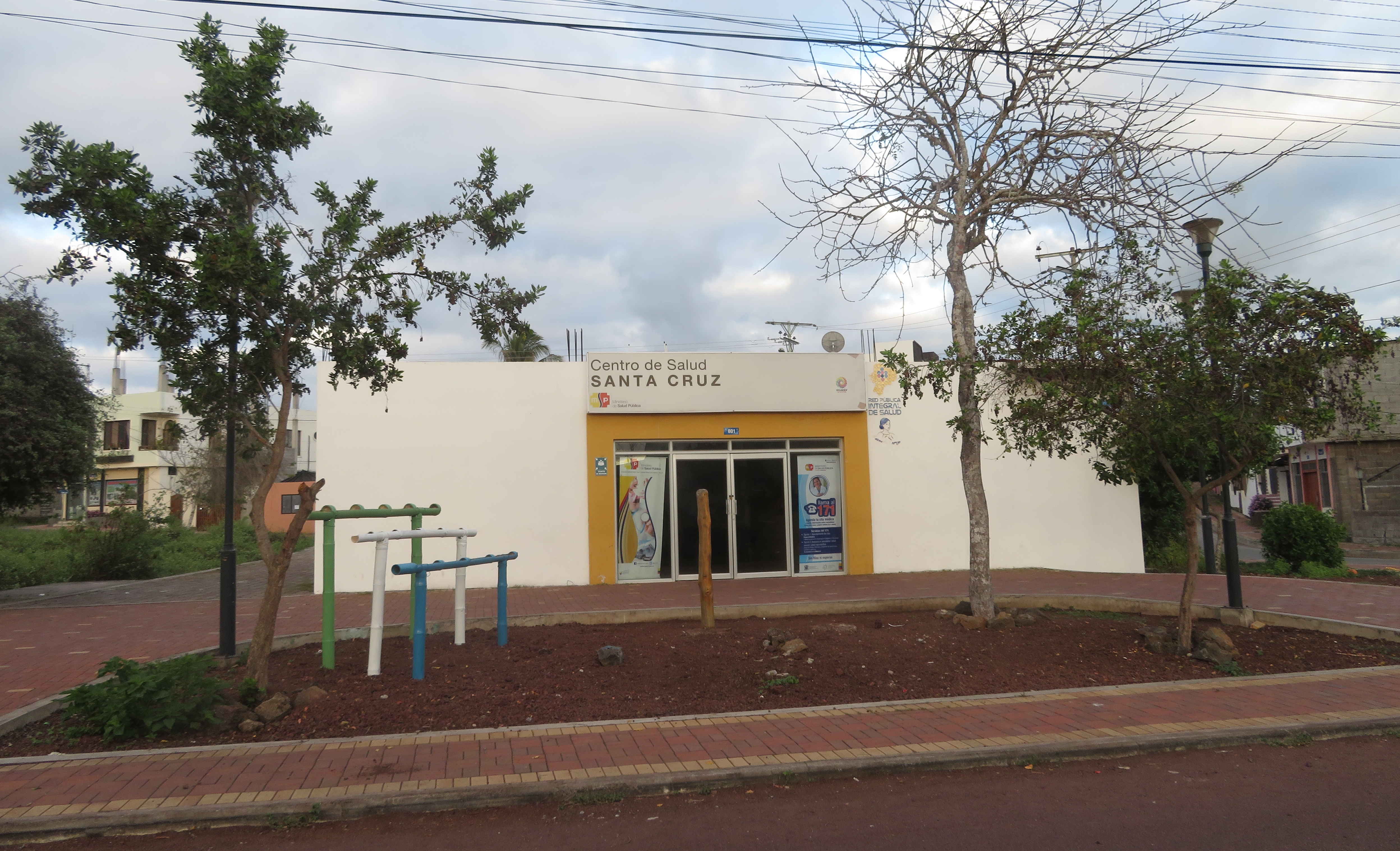
Gesundheitszentrum